# Identitats Bianchi contractades
En relativitat general i càlcul tensorial, les identitats Bianchi contractades són:
{\displaystyle \nabla _{\rho }{R^{\rho }}_{\mu }={1 \over 2}\nabla _{\mu }R}
on {\displaystyle {R^{\rho }}_{\mu }} és el tensor de Ricci, {\displaystyle R} la curvatura escalar, i {\displaystyle \nabla _{\rho }} indica una diferenciació covariant.
Aquestes identitats reben el nom de Luigi Bianchi, encara que ja havien estat derivades per Aurel Voss el 1880. A les equacions de camp d'Einstein, la identitat de Bianchi contractada garanteix la coherència amb la divergència desapareguda del tensor esforç-energia de la matèria.
Les identitats de Bianchi contractades en la geometria riemanniana no són equivalents a les derivades covariants del tensor d'energia en la teoria de la relativitat general d'Albert Einstein. Tant la mètrica de Kerr com la de Schwarzschild mostren que el tensor d'energia per al buit no sempre és zero. La mètrica contradiu la teoria de la relativitat general en demostrar que el tensor del moment energètic no és covariant.

## Prova
Comenceu amb la identitat Bianchi
{\displaystyle R_{abmn;\ell }+R_{ab\ell m;n}+R_{abn\ell ;m}=0.}
Contracteu els dos costats de l'equació anterior amb un parell de tensors mètrics:
{\displaystyle g^{bn}g^{am}(R_{abmn;\ell }+R_{ab\ell m;n}+R_{abn\ell ;m})=0,}
{\displaystyle g^{bn}g^{am}(R_{abmn;\ell }+R_{ab\ell m;n}+R_{abn\ell ;m})=0,}
{\displaystyle g^{bn}(R_{bn;\ell }-R_{b\ell ;n}-R_{b}{}^{m}{}_{n\ell ;m})=0,}
{\displaystyle R^{n}{}_{n;\ell }-R^{n}{}_{\ell ;n}-R^{nm}{}_{n\ell ;m}=0.}
El primer terme de l'esquerra es contracta per produir un escalar de Ricci, mentre que el tercer terme es contracta per produir un tensor de Ricci mixt,
{\displaystyle R_{;\ell }-R^{n}{}_{\ell ;n}-R^{m}{}_{\ell ;m}=0.}
Els dos últims termes són iguals (canviant l'índex fictici n a m) i es poden combinar en un sol terme que es mou cap a la dreta,
{\displaystyle R_{;\ell }=2R^{m}{}_{\ell ;m},}
que és el mateix que
{\displaystyle \nabla _{m}R^{m}{}_{\ell }={1 \over 2}\nabla _{\ell }R.}
Si canvieu les etiquetes d'índex l i m del costat esquerre, es produeix
{\displaystyle \nabla _{\ell }R^{\ell }{}_{m}={1 \over 2}\nabla _{m}R.}